# Wendepolwicklung

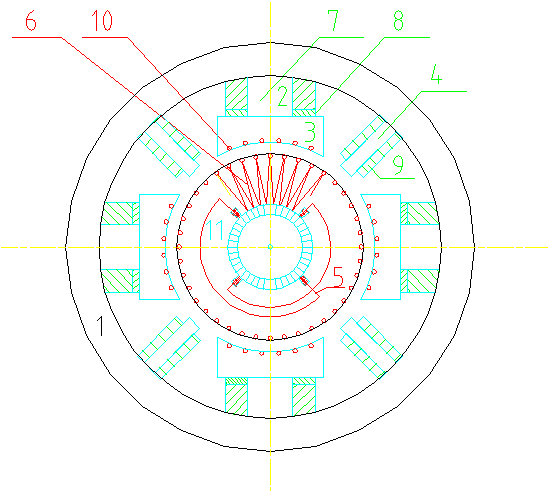
Vierpolige Gleichstrommaschine mit allen Wicklungsoptionen. 4 = Wendepol, 9 = Wendepolwicklung

Die Wendepolwicklung ist ein Bauteil in Gleichstrommaschinen. Sie ist für eine ausreichend rasche Kommutierung des Ankerstromes verantwortlich und wirkt der Ankerrückwirkung entgegen. In der Regel finden Wendepolwicklungen nur bei größeren elektrischen Maschinen ab ca. 1 kW Anwendung, die mit unterschiedlichen Belastungen betrieben werden.
Über den Hauptpol wird gemeinsam mit der auf ihm sitzenden Erregerwicklung der Hauptfluss bereitgestellt. Im Bereich zwischen den Hauptpolen wechselt die Flussdichte das Vorzeichen, weshalb die Ankerspulen, die sich vorübergehend in diesem Gebiet befinden, die Stromrichtung wechseln müssen. Dazu werden zwei benachbarte Lamellen am Kommutator kurzgeschlossen. Die kurzgeschlossene Spule besitzt eine Induktivität, die die Stromänderungsgeschwindigkeit beschränkt. Die Wendepolwicklung wird dazu verwendet, diese Stromänderung zu beschleunigen, indem sie über eine zusätzliche Flussverkettung die auftretende Spannung kompensiert. Unter Voraussetzung von Linearität (keine magnetischen Sättigungseffekte) und unter Berücksichtigung des ohmschen Widerstandes, der Induktivität und der Flussverkettungen, gilt für die kurzgeschlossene Spule:
{\displaystyle 0=R\cdot I_{\text{Anker}}+L\cdot {\frac {\mathrm {d} I_{\text{Anker}}}{\mathrm {d} t}}+{\frac {\mathrm {d} \Psi _{\mathrm {Anker} }}{\mathrm {d} t}}+{\frac {\mathrm {d} \Psi _{\text{Wendepol}}}{\mathrm {d} t}}}
In erster Linie löscht die Wendepolwicklung über das hervorgerufene Feld das Ankerquerfeld und reduziert so die Ankerrückwirkung. Die vom resultierenden Feld hervorgerufene Spannung wirkt der Induktivität entgegen und ermöglicht einen höheren Stromanstieg (bzw. Stromabfall) während der Stromwendung. Geht man von idealer Kommutierung mit zeitlich linearem Stromverlauf aus, so lässt sich unter Vernachlässigung des ohmschen Widerstandes die Kommutierungszeit in Abhängigkeit von den induzierten Spannungen und dem zu wendenden Strom von {\displaystyle I} zu {\displaystyle -I} wie folgt angeben:
{\displaystyle \Delta t={\frac {2\cdot I_{\text{Anker}}\cdot L}{U_{\text{ind}}}}}
Die Zeit bleibt konstant, wenn die induzierte Spannung {\displaystyle U_{\mathrm {ind} }} proportional zum Strom ist. Der Strom durch die Wendepolwicklung sollte daher proportional zum Ankerstrom sein, damit auch die Wendepoldurchflutung proportional zum Ankerstrom ist. Über die Bürstenbreite und die Umfangsgeschwindigkeit ergibt sich die maximal für die Kommutierung verfügbare Zeit zu
{\displaystyle \Delta t_{\text{max}}={\frac {d_{\text{Bürsten}}}{v_{\text{Umfang}}}}}.
Ist nach der Zeit {\displaystyle \Delta t_{\text{max}}} der Strom nicht gewendet, treten an den Bürsten hohe Spannungen auf, die zum Überschlag führen. Der Funkenschlag dieses so genannten Bürstenfeuers korrodiert sowohl die Kommutatorlamellen als auch die Schleifkohlenbürsten und verursacht daneben auch EMV-Probleme. 